# Eurytemora hirundo
Eurytemora hirundo är en kräftdjursart som beskrevs av Giesbrecht 1881. Eurytemora hirundo ingår i släktet Eurytemora och familjen Temoridae. Inga underarter finns listade i Catalogue of Life.